# Узынкарасу
Узынкарасу (каз. Ұзынқарасу) — село в Джангельдинском районе Костанайской области Казахстана. Входит в состав Кызбельского аульного округа. Код КАТО — 394259400.

## Население
В 1999 году население села составляло 333 человека (177 мужчин и 156 женщин). По данным переписи 2009 года, в селе проживали 174 человека (88 мужчин и 86 женщин).